# Yirini
Yirini ou Yérini est une commune rurale située dans le département de Tambaga de la province de la Tapoa dans la région de l'Est au Burkina Faso.

## Santé et éducation
Yirini accueille un centre de santé et de promotion sociale (CSPS).